# In Crescendo
In Crescendo és un grup vocal format per joves d’arreu de Catalunya però molt arrelat a la ciutat de Granollers.
El grup va néixer la primavera del 2014. Units per la il·lusió i les ganes de créixer, de seguida vam plantejar-se objectius. Com expliquen, «ens vam presentar al càsting de la segona edició del concurs de TV3 Oh Happy Day i ningú no ho hagués dit llavors: en vam resultar guanyadors!»
Després de l'èxit a Oh Happy Day van publicar el seu primer disc Som In Crescendo (2015), que els va portar de gira a Catalunya, Balears i Europa en més de cinquanta concerts, passant per cartells com el del Festival de Cap Roig i el Festival Grec de Barcelona. El disc agrupava cançons que van fer créixer al conjunt musical, emocionar-se i, com expliquen, també “viure”. La majoria d’elles les havien cantat al concurs de TV3 però també incorporava temes nous molt significatius per als components d’In Crescendo.
El segon espectacle va arribar a l’hivern de 2015, acompanyats de l’Orquestra de Cambra de Granollers. Un concert especial que reunia més de 25 músics sobre l’escenari i que al 2016 va prendre forma de DVD musical. Aquesta cursa de fons sense interrupcions va continuar amb un segon disc i espectacle: Ínfimit (2017), que definien com «un viatge a la infantesa des de la perspectiva d’un adult. Ser grans sense deixar de ser petits.» Després de tres gires de concerts arreu del país i diverses col·laboracions amb artistes (com Mishima, Damaris Gelabert, Gemma Humet, Manu Guix...), van rebre el Premi Espai Ter, gràcies al qual van gravar un tercer disc: Inesperat (2018).

## Discografia
- Som In Crescendo (2015)
- In Crescendo amb l'Orquestra de Cambra de Granollers (2016)
- Ínfimit (2017)
- Inesperat (2018)